# Chuleta

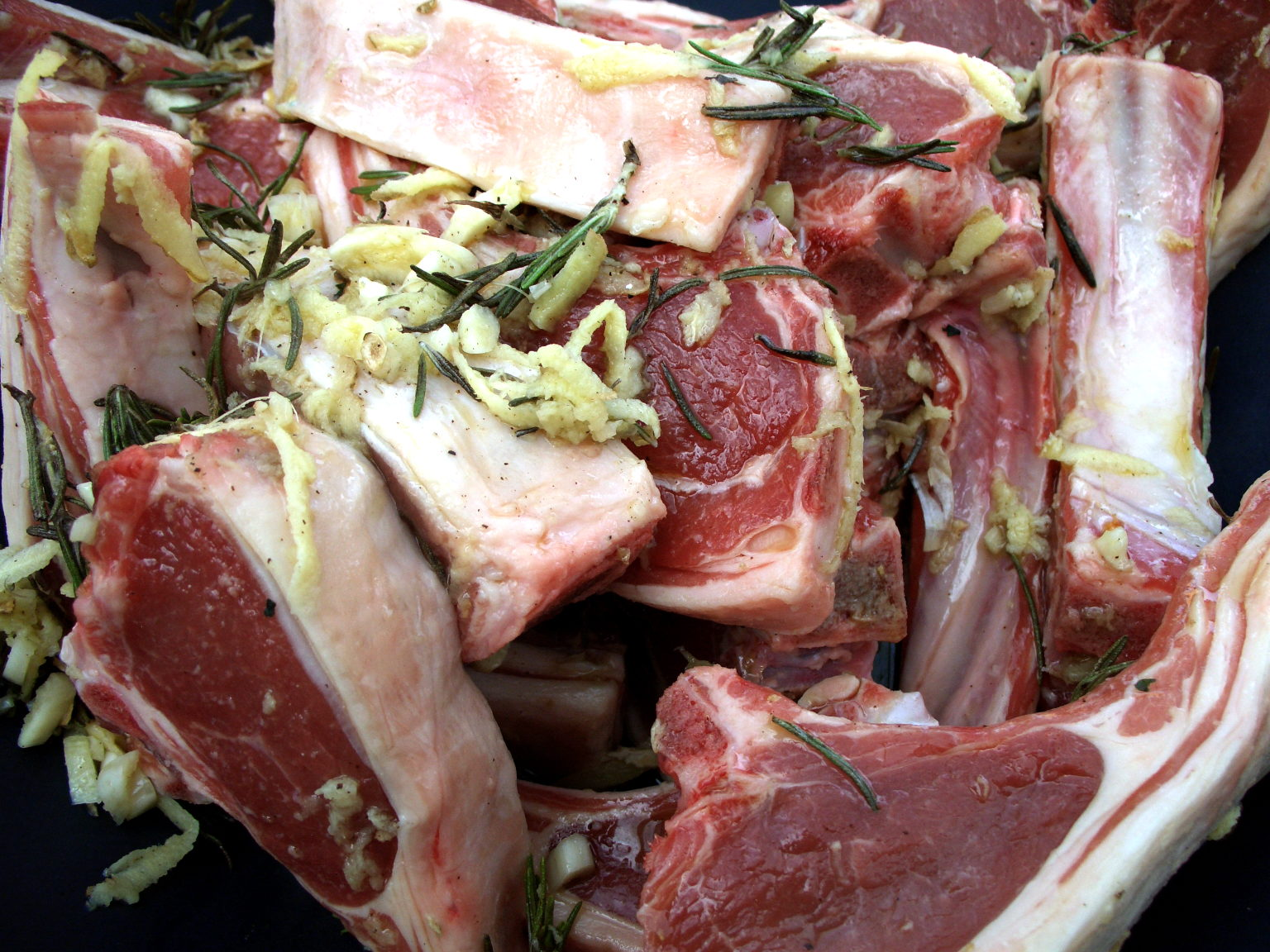
Chuleta de ovelha

A chuleta, também conhecida como bisteca ou carré, é o bife de contrafilé com osso, podendo ser de carne bovina, suína ou ovina. É uma carne nobre, fica localizada na parte superior da rês. É uma carne macia e saborosa. Cada animal possui dois contrafilés.
Para ser possível a elaboração das chuletas é preciso que, durante o abate do animal, os contrafilés fiquem aderidos às vértebras, as quais deverão ser partidas no sentido longitudinal, dando origem a duas peças que serão posteriormente cortadas no sentido transversal. O corte deve ser feito com serra, preferencialmente com a carne resfriada ou congelada, para dar mais firmeza.
O cozimento pode ser em frigideira, na grelha sobre brasa, na chapa de assar bifes ou na chapa do fogão a lenha.
Não se sabe a origem, sendo frequente sua elaboração e consumo no sul do Brasil, assada na chapa em restaurantes as margens de rodovias.
Talvez a origem do nome seja de costela em português, costilla em espanhol, ou cotoletta em italiano. Nos Estados Unidos, é “rib eye”, literalmente “olho da costela”. É bastante comum encontrar no sudeste também (São Paulo, Rio de Janeiro e, principalmente, Minas Gerais). Muito consumida por caminhoneiros, servida acompanhada de polenta.